# 見浪哲史
見浪 哲史（みなみ さとし、1992年 - ）は、NHKのアナウンサー。

## 人物
東京都江戸川区出身。
私立本郷高等学校、慶應義塾大学経済学部卒業後、2015年に入局。

## 嗜好・挿話
- 初任地は佐賀放送局。2018年8月に奈良放送局、2021年11月に福岡放送局ヘ異動。
- 2か所目の九州地方赴任で、主にスポーツを担当している。

## 現在の担当番組
- 福岡県・九州沖縄のニュース
- ニュース845福岡（不定期）
- ニュース645福岡（不定期）
- 各種スポーツ中継（プロ野球、高校野球、陸上競技など）[注釈 1]

## 過去の出演番組
佐賀放送局時代（2015年度 - 2018年7月）
- 佐賀県のニュース・中継・リポート
- ニュースただいま佐賀（オーレ!サガン鳥栖）
- ニュースおかえり佐賀845
- NHKとっておきサンデー（2015年6月7日）

奈良放送局時代（2018年8月 - 2021年10月）
- FIFAワールドカップ（2018年7月8日）
- なら845（不定期）
- ならナビ845（不定期）
- ならナビ（不定期・吉田真人のキャスター代行など）
- あさイチ（2021年6月10日）
- NHKジャーナル（2021年9月28日）

福岡放送局時代（2021年11月 - ）
- おはよう九州沖縄（2022年2月14日 - 2022年2月18日） - 代理キャスター（ニュースパートのみ）[注釈 2]
- うまいッ!「エキゾチック!爽やかな香り!パクチー〜福岡・久留米市〜」（2022年3月21日）地元応援団
- あさイチ いまオシ!LIVE「パフォーマンスで魅せる!伝統の小石原焼」～福岡県東峰村～（2022年4月4日）リポーター
- 「博多祇園山笠」追い山中継（福岡県域） - 廻り止めリポート
  - 「生中継!博多祇園山笠2022」（2022年7月15日）
  - 「生中継!博多祇園山笠2023」（2023年7月15日）
- 第104回全国高等学校野球選手権福岡大会
  - 準決勝第1試合「九州国際大学付属高校」対「小倉工業高校」（2022年7月26日） - ラジオ実況
  - 準決勝第2試合「飯塚高校」対「筑陽学園高校」（2022年7月26日） - テレビ実況
  - 決勝「九州国際大学付属高校」対「筑陽学園高校」（2022年7月28日） - テレビ実況
- ロクいち!福岡
  - 一橋忠之のキャスター代行（2022年8月1日 - 5日） [注釈 3]
- 第104回全国高等学校野球選手権大会3回戦〜準決勝（総合･Eテレ/R1） - 試合終了後インタビュー＆リポート
- 令和4年台風11号特設ニュース（2022年9月5日 - 6日） - 福岡放送局より九州北部地方の災害状況を伝えた（全国放送・一部九州沖縄地方）[注釈 4]。
- 令和4年台風14号特設ニュース（2022年9月18日） - 福岡放送局より九州地方の災害状況を伝えた（九州沖縄地方）[注釈 5]。
- 解体キングダム「巨大重機で“見えない壁”を攻略せよ」（2023年7月12日） - 実況[4]
- 第105回全国高等学校野球選手権福岡大会
  - 準決勝第1試合「東筑高校」対「希望が丘高校」（2023年7月25日） - ラジオ実況
  - 準決勝第2試合「大牟田高校」対「九州国際大付属高校」（2023年7月25日） - テレビ実況
  - 決勝「東筑高校」対「九州国際大付属高校」（2023年7月27日） - テレビ実況
- 第105回全国高等学校野球選手権記念大会（総合・Eテレ/R1・FM） - 実況・試合終了後インタビュー＆リポート
- 第153回九州地区高等学校野球大会（FM・R1）
  - 準々決勝「日南学園高校」対「神村学園高等部」（2023年10月31日） - インタビュー
- インタビューここから 俳優・光石研（2024年2月23日[5]） - 制作
- 第106回全国高等学校野球選手権福岡大会
  - 準決勝第1試合「西日本短大付属高校」対「近大福岡高校」（2024年7月22日） - ラジオ実況
  - 準決勝第2試合「福岡大若葉高校」対「福岡大大濠高校」（2024年7月22日） - テレビ実況
  - 決勝「西日本短大付属高校「福岡大大濠高校」（2024年7月24日） - ラジオ実況
- 2024年パリパラリンピック中継（2024年9月2日 - 3日） - スタジオ進行